# Республика Дагомея
Респу́блика Дагоме́я (фр. République du Dahomey), ныне Бенин — самоуправляемая автономия во Французском сообществе (1958—1960) и независимое государство (1960—1975) в Западной Африке. Название было дано по ранее использовавшемуся названию колонии и исторического местного государства.
Автономная республика провозглашена 11 декабря 1958 года на основании результатов референдума. До достижения автономии она была колонией Французская Дагомея, частью Французского Союза.
Французская Дагомея некоторое время поддерживала идею о создании и вхождении в планировавшуюся и существовавшую в 1959—1960 гг. Федерацию Мали (Мали и Сенегал), однако под давлением соседствующего с ней Берега Слоновой Кости она (как и Республика Верхняя Вольта) отказалась от участия в этой федерации.
1 августа 1960 года Республика Дагомея достигла полной независимости от Франции, а в 1975 году была переименована в Народную Республику Бенин.